# Cao độ

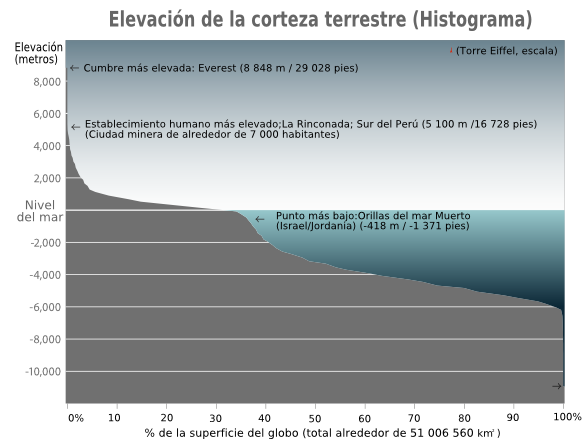
Độ cao của bề mặt Trái Đất so với mực nước biển. Khoảng hơn 70% bề mặt Trái Đất là chìm dưới mực này

Cao độ, độ cao của một điểm trong không gian là khoảng cách thẳng đứng (theo chiều lực hút hấp dẫn) từ điểm đó đến một mặt đẳng thế chuẩn. Mặt chuẩn có thể là một mặt phẳng hoặc mặt cong, có thể là mặt cố định hoặc mặt giả định bất kỳ, thông  là mực nước biển (bỏ qua biến động do thủy triều), một mặt có hình Ellipsoid tròn xoay.